# サイクロペディア

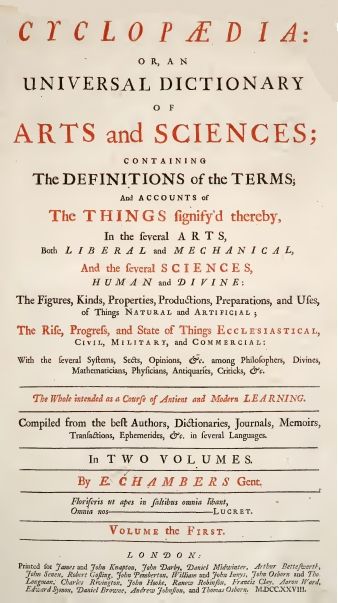
イーフレイム・チェンバーズ著『サイクロペディア』（1728年）

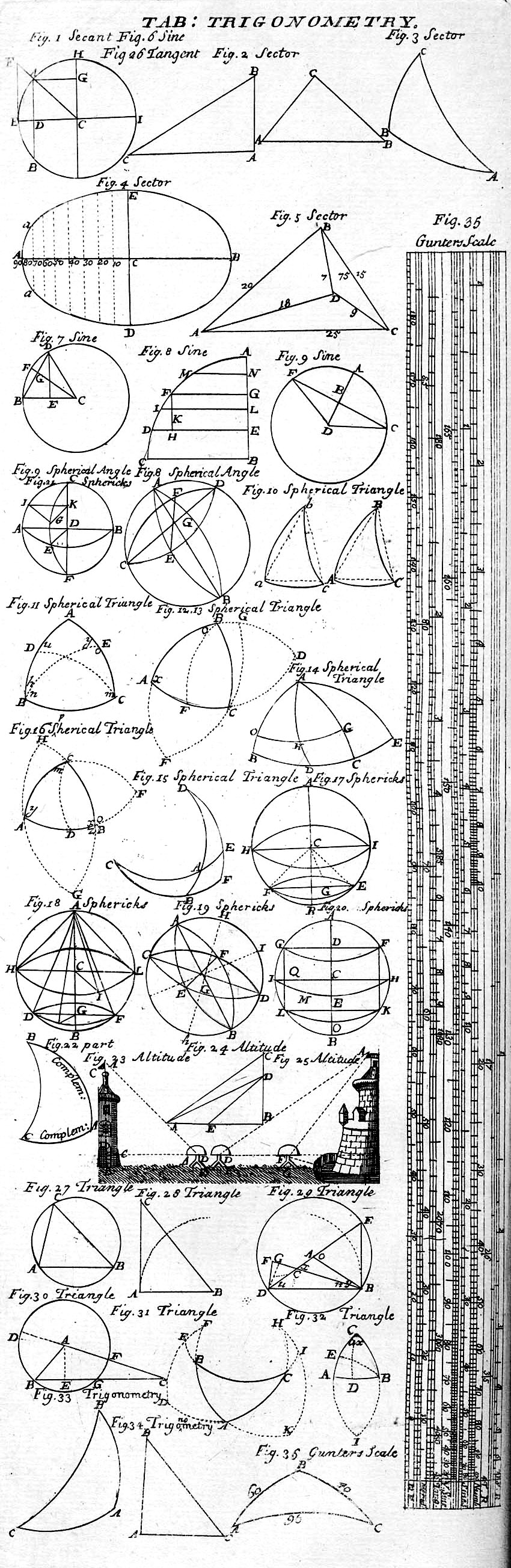
『サイクロペディア』の三角法の項目に載せられた図

『サイクロペディア、または諸芸諸学の百科事典』（サイクロペディア、またはしょげいしょがくのひゃっかじてん、Cyclopædia: or, An Universal Dictionary of Arts and Sciences）は、イーフレイム・チェンバーズによって製作され、1728年に初版が出版された百科事典である。1728年から1751年にかけて6版が刊行され、1753年に追補版が刊行された。英語で製作された最初の百科事典の一つである。
初版のタイトルページには、著者の狙いが次のように書かれている。
Cyclopædia: or, An Universal Dictionary of Arts and Sciences; containing the Definitions of the Terms, and Accounts of the Things signify'd thereby, in the several Arts, both Liberal and Mechanical, and the several Sciences, Human and Divine: the Figures, Kinds, Properties, Productions, Preparations, and Uses, of Things Natural and Artificial; the Rise, Progress, and State of Things Ecclesiastical, Civil, Military, and Commercial: with the several Systems, Sects, Opinions, &c. among Philosophers, Divines, Mathematicians, Physicians, Antiquaries, Criticks, &c. The Whole intended as a Course of Antient and Modern Learning.
『サイクロペディア、または諸芸諸学の百科事典』には、芸術や技術、人間および神学の各種科学における用語の定義とそれによって意味される事柄の説明が含まれており、自然および人工物の姿、種類、特性、生産、準備、および使用、教会的、市民的、軍事的、および商業的な物事の勃興、進歩、および状態が、哲学者、神学者、数学者、医師、古代批評家などの間でのいくつかの体系、宗派、意見などとともに記載されている。全体が古代と現代の学問のコースとして意図されている。

## 歴史
初版では、アルファベット順に散らばった記事を繋ぐための相互参照が数多く盛り込まれ、第1巻の冒頭には国王ジョージ2世への献辞と哲学的な序文が書かれている。序文では、47の知識部門を分析し、それぞれの部門に属する記事を分類したリストを掲載しているが、これは目次、また記事を読むべき順序を示す役割も果たしている。
第2版は、1738年に2巻の二つ折り本として出版された。総ページ数は2,466ページである。この版では、数千箇所に渡って修正が加えられ、いくつかの記事が追加され、いくつかの記事が拡張されたとされている。しかし、改訂版の出版社にその改訂版を個別に印刷することを義務付ける条項を含む法案が議会に提出され、書店が警戒していたため、チェンバースはこれ以上のことができなかった。この法案は、庶民院（下院）を通過した後貴族院（上院）で廃案となったが、復活する可能性を恐れた書店は、20枚以上印刷されていても撤退するのが最善だと考えた。
1739年から1751-1752年にかけて、ロンドンで5つの版が出版された。1742年にはダブリンでも出版されたが、この版もロンドン版も全て2巻の二つ折り本である。1748年から1749年にヴェネツィアで出版されたイタリア語版は、イタリアにおける初の完全な百科事典となった。1739年にフランスに滞在していたチェンバースは、ルイ15世に献呈するフランス語版の出版の提案を受けたが、断った。
チェンバースは1740年5月15日に亡くなったが、既に第7版のための資料を集める手配がされていた。ジョージ・ルイス・スコットは書店に雇われて印刷用の記事を選び、他の記事を提供していたが、仕事が終わる前に辞めてしまった。その仕事をジョン・ヒルが引き継いだ。1753年にロンドンで出版された補遺版は、2巻の二つ折り本で、総ページ数は3307ページ、12枚の図版で構成されている。ヒルは植物学者であり、チェンバースの『サイクロペディア』では弱かった植物学の部分が強化された。
1778年から1788年にかけて、エイブラハム・リースが、補足や改良を加えた改訂版を出版した。ロンドンで出版されたこの本は、全5巻、5,010ページ、159枚の図版からなる二つ折り本である。418冊が出版された。リースは4,400以上の新しい記事を追加したと主張している。巻末には100の見出しにより分類された記事の索引があり、その数は約57,000件、80ページに及ぶ。これらの見出しは、39の相互参照とともに、アルファベット順に並べられている。

## 前身
チェンバースの『サイクロペディア』の前身は、1704年に出版されたジョン・ハリスの『レクシコン・テクニクム』(Lexicon Technicum)である（後に改訂版が1708年から1744年にかけて出版された）。この事典は技術辞典として分類されることが多いが、アイザック・ニュートンやエドモンド・ハレーなどの資料も取り入れている。

## 後継
チェンバースの『サイクロペディア』は、ドゥニ・ディドロやジャン・ル・ロン・ダランベールらの『百科全書』(Encyclopédie)に影響を与えた。『百科全書』は、1744年にジョン・ミルズがゴットフリート・セリウスの協力を得て、『サイクロペディア』のフランス語訳を提案したことに端を発している。
19世紀に発行された『チェンバーズ百科事典』（Chambers's Encyclopaedia、1860-1868）は、イーフレイム・チェンバースの『サイクロペディア』とは関係なく、ロバート・チェンバースとその兄ウィリアム・チェンバースによるものである。

## 『サイクロペディア』の図版

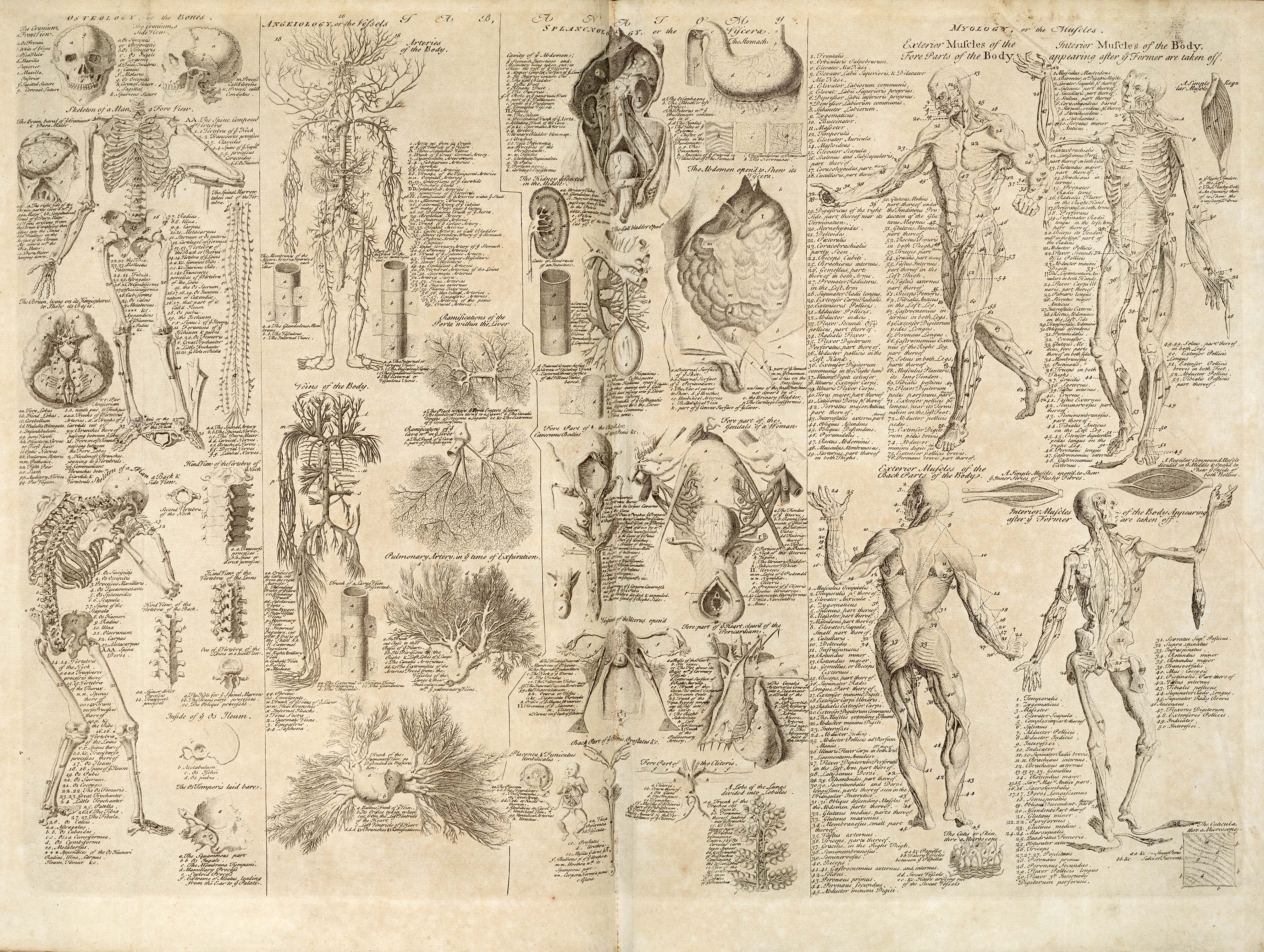
「解剖学」
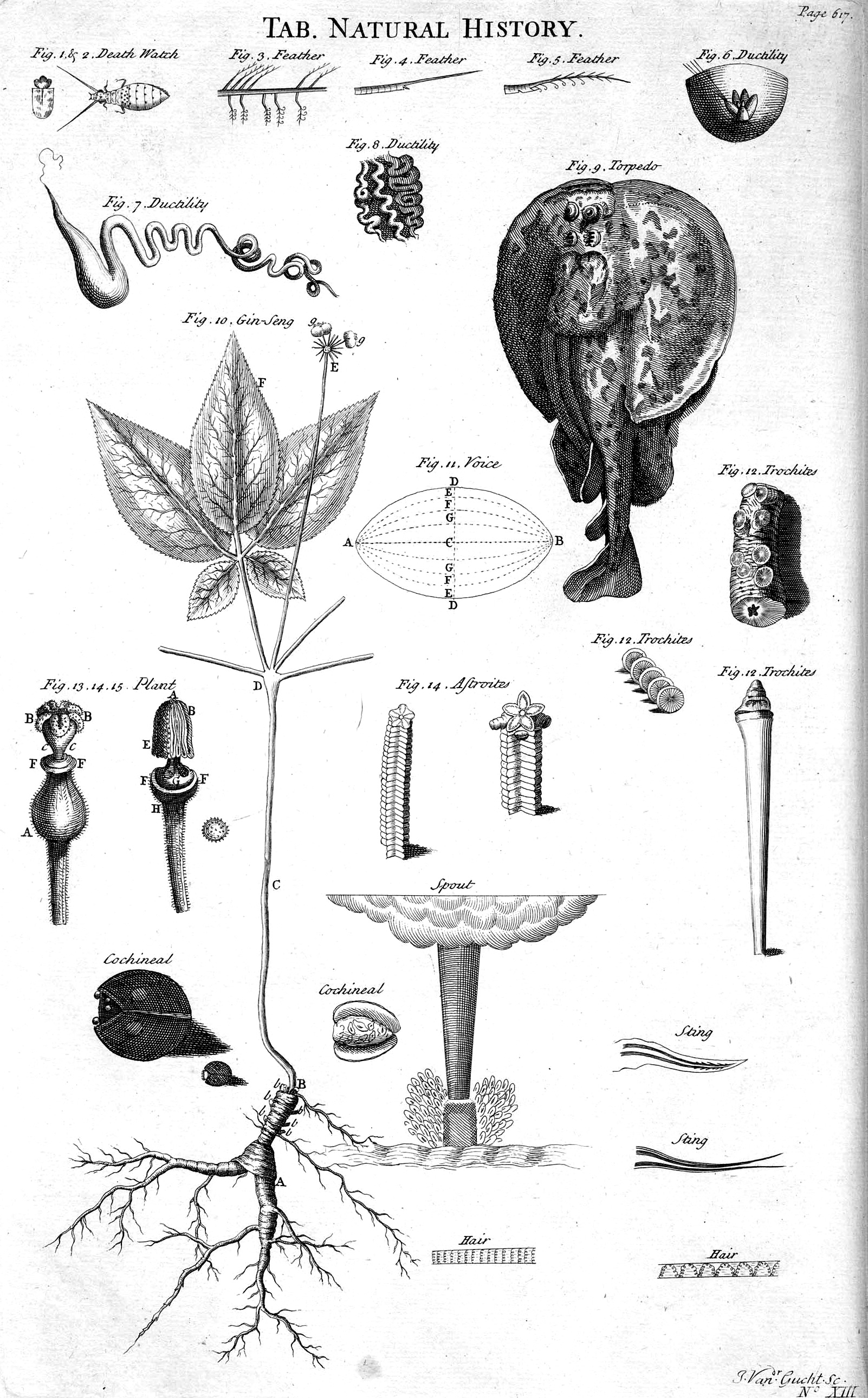
「博物学」
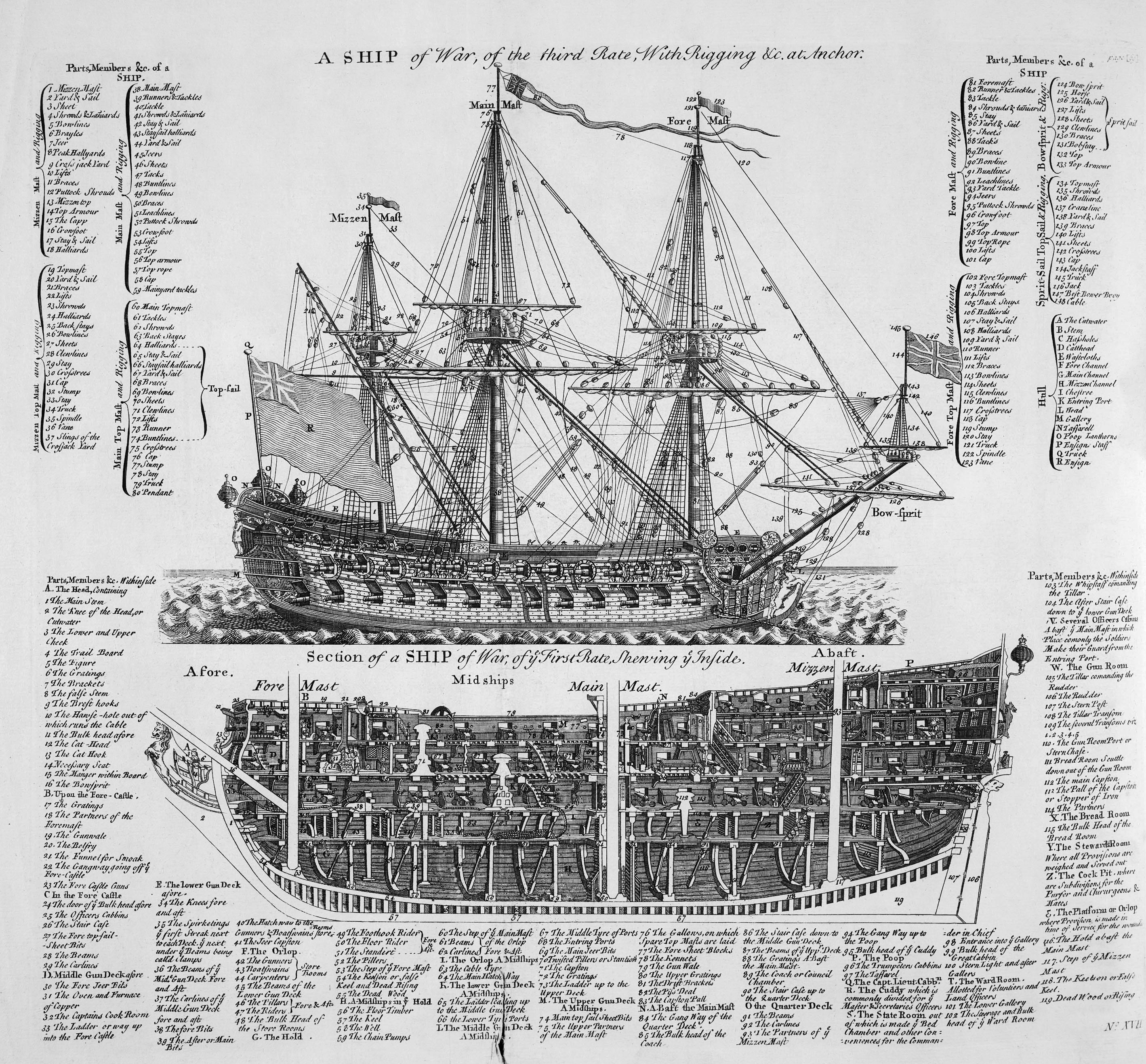
「軍艦」
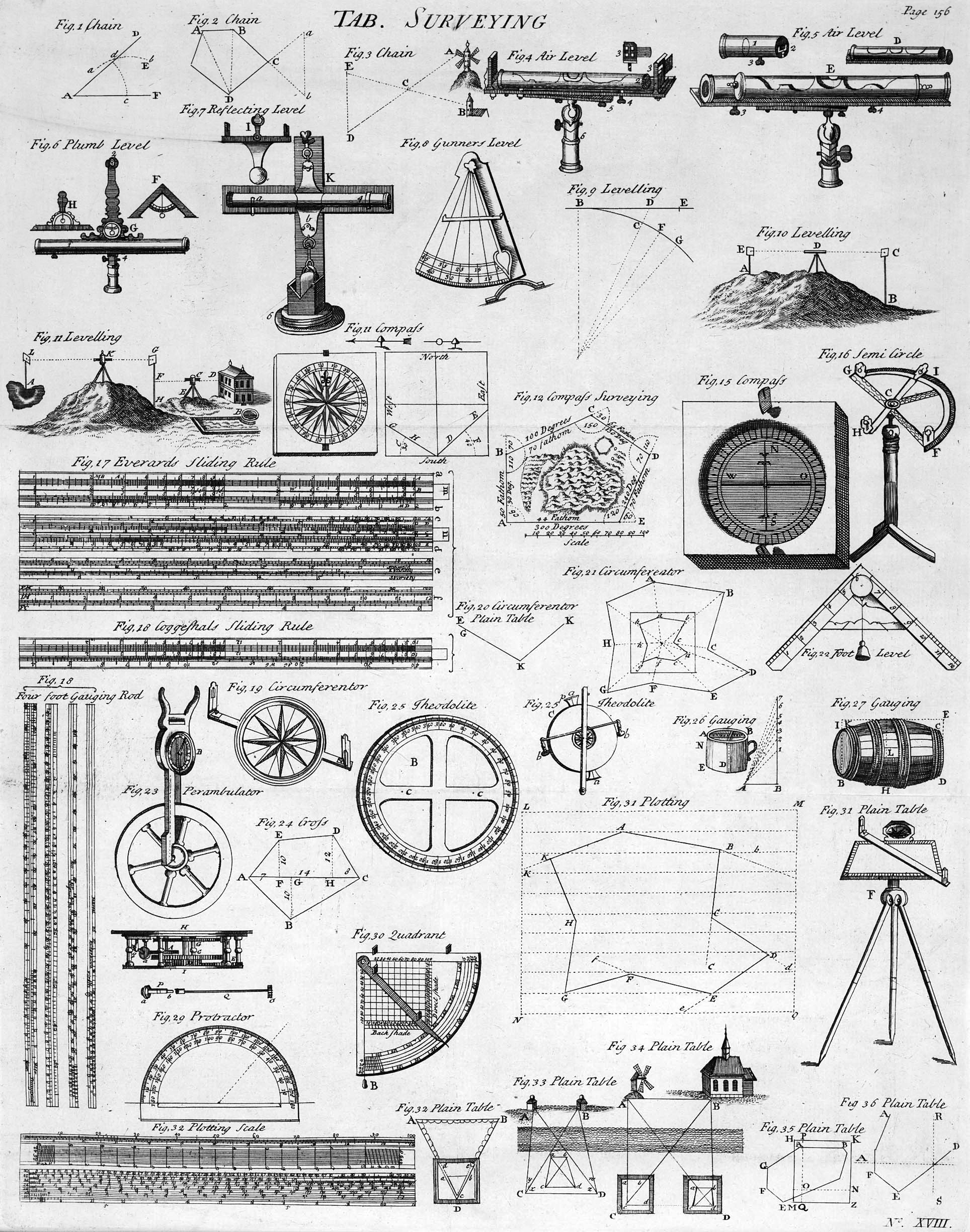
「測量術」